# Valentina Kibardina
Valentina Tikhonovna Kibardina (en russe : Валентина Тихоновна Кибардина́), née le 30 mai 1907 à Vitebsk et morte le 4 octobre 1988 à Leningrad, est une actrice soviétique de théâtre et cinéma. Récipiendaire du prix Staline en 1951. Au cinéma son rôle le plus marquant était celui de la révolutionnaire Natacha dans la trilogie  Maxime de Grigori Kozintsev et Leonid Trauberg .

## Biographie
Diplômée en 1929 du studio d'art dramatique du Théâtre Alexandra dirigé par Mikhaïl Youriev elle débute au théâtre de la maison du peuple léningradois qui en 1930 fusionne avec le Théâtre Krasny. En 1936, elle devient actrice du Grand Théâtre dramatique académique léningradois Gorki.
En 1951, Valentina Kibardina est distinguée Artiste du Peuple de la RSFS de Russie. La même année, elle reçoit le prix Staline pour ses performances théâtrales.
L'actrice est inhumée au cimetière Serafimovski à Saint-Pétersbourg.

## Filmographie partielle
- 1934 : La Jeunesse de Maxime (Юность Максима) de Grigori Kozintsev et Leonid Trauberg
- 1937 : Le Retour de Maxime (Возвращение Максима) de Grigori Kozintsev et Leonid Trauberg
- 1938 : Maxime à Vyborg (Выборгская сторона) de Grigori Kozintsev et Leonid Trauberg
- 1938 : Volga Volga (Волга-Волга) de Grigori Alexandrov
- 1967 : N'oublie pas la station Lougovaïa (ru) (Не забудь… станция Луговая ) de Nikita Kourikhine et Leonid Menakher